# Oceanospirillum
Oceanospirillum ist eine Gattung von Bakterien. Die Gattung ist gramnegativ und zählt zu den Proteobacteria. Der Gattungsname beruht auf dem lateinischen Wort „Oceanus“ (Ozean) und dem griechischen Wort „spira“ (spiral) und deutet auf den Lebensort der Arten und die spiralförmigen Zellen hin.

## Erscheinungsbild
Die Zellen von Oceanospirillum sind spiralförmig gewunden (helikal). Die Windungen der Helix sind rechtshändig. An beiden Polen befinden sich Büscheln von Flagellen, sie sind also bipolar polytrich begeißelt. Vom Aussehen ähneln sie daher den Spirochäten, stehen aber phylogenetisch weit von diesen entfernt. Der Zelldurchmesser liegt zwischen 0,3 und 1,2 μm. Unter der zytoplasmatischen Membran befindet sich an den beiden polaren Enden noch je eine weitere Membran. Im Englischen wird diese auch als polar membrane bezeichnet. Sie ist durch stabförmige Verbindungen an der Innenseite der Plasmamembran befestigt und befindet sich am häufigsten in der Region um die polaren Flagellen. Eine solche Membran wurde hauptsächlich in Gattungen von helikalen Bakterien, wie Spirillum, Campylobacter, Aquaspirillum, Ectothiorhodospira und Rhodospirillum gefunden.
Oceanospirillum kann, wie auch einige andere starre helikale Bakterien, in älteren Kulturen kokkoide Zellkörper bilden, die auch als „Mikrozysten“ bezeichnet werden. In älteren Kulturen dominiert diese Zellform. Diese Zellen haben dünne Zellwände und ähneln Sphäroplasten wie sie z. B. von Flavobacterium gebildet werden. Die Mehrheit der in alten Kulturen vorhandenen kokkoidalen Zellkörper sind lebensfähig und können „keimen“, wenn sie in ein frisches Medium gegeben werden. Die Keimung erfolgt durch unipolares oder bipolares Wachstum einer helikalen Zelle aus dem Kokkenkörper, wobei dieser von der sich entwickelnden Zelle absorbiert wird.
Die Kolonien von Oceanospirillum entwickeln sich in der Regel innerhalb von 2–3 Tagen auf marinem Agar (MA) und sind in der Regel weiß, kreisförmig und konvex. Die Art O. sanctuarii zeigt schwach gelbe Kolonien.

## Stoffwechsel
Oceanospirillum ist aerob, benötigt also Sauerstoff. Der Stoffwechselweg ist die Atmung mit Sauerstoff als terminalem Elektronenakzeptor. Oceanospirillum ist chemoorganotroph. Die optimale Wachstumstemperatur liegt je nach Art zwischen 25 und 32 °C. Der Oxidase-Test verläuft positiv, der Indol-Test fällt negativ aus. Casein, Stärke, Hippurat und Äsculin werden von den im – im Jahre 2005 erschienen – Bergey’s Manual of Systematic Bacteriology beschriebenen Arten nicht hydrolysiert. Die im Jahre 2017 eingeführte Art Oceanospirillum sanctuarii nutzt ebenfalls weder Casein noch Stärke oder Äsculin, zu Hippurat wird in der Erstbeschreibung dieser Art keine Angabe gemacht.
Die Arten benötigen Seewasser für das Wachstum. Poly-β-hydroxybuttersäure (PHB) wird in Form von Granula gespeichert.

## Systematik
Die Gattung Oceanospirillum wird in der Familie der Oceanospirillaceae geführt, die zu der Abteilung der Proteobacteria zählt. Die Gattung wurde im Jahre 1973 von P. B. Hylemon aufgestellt. Die Typusart ist Oceanospirillum linum. Die Gattung Oceanospirillum wurde ursprünglich aufgestellt, um die marinen Arten von Spirillum von denen zu unterscheiden, die im Süßwasser vorkommen. So wurde die marine Art Spirillum linum zur Typusart der neu aufgestellten Gattung Oceanospirillum.
Es folgt eine Liste der Arten (Stand April 2020):
- Oceanospirillum beijerinckii (Williams and Rittenberg 1957) Hylemon et al. 1973 (Approved Lists 1980)
- Oceanospirillum linum (Williams and Rittenberg 1957) Hylemon et al. 1973 (Approved Lists 1980)
- Oceanospirillum maris Hylemon et al. 1973 (Approved Lists 1980)
- Oceanospirillum multiglobuliferum (Terasaki 1973) Terasaki 1979 (Approved Lists 1980)
- Oceanospirillum sanctuarii Sidhu et al. 2017

Viele Arten wurden umgestellt, so wird z. B. die Art Oceanospirillum pusillum nun zu der Gattung Terasakella als T. pusilla gestellt. Oceanospirillum vagum wird nun als Marinomonas vaga, Oceanospirillum commune als Marinomonas communis, O. minutulum als Marinospirillum minutulum, O. japonicum als Pseudospirillum japonicum geführt. Oceanospirillum kriegii wurde zu der Gattung Oceanobacter gestellt.

## Ökologie
Oceanospirillum benötigt für das Wachstum Salzwasser. Arten von Oceanospirillum wurden u. a. aus Küstenmeerwasser und verrottendem Seetang isoliert. Die Art O. sanctuarii wurde innerhalb einer Probe von Sedimenten eines Mangrovenwaldes gefunden.
Zu den Arten von Oceanospirillum, die im Meer nah an Küsten gefunden wurden, zählen z. B. O. linum, O. maris und O. beijerinckii. Ob Arten frei im offenen Meer vorkommen, ist nicht bekannt (Stand 2014). Es wurde vermutet, dass das Wachstum von Oceanospirilla auf Umgebungen mit einer höheren Nährstoffkonzentration im Meerwasser beschränkt sein könnte, beispielsweise in Nähe von sich zersetzenden Partikeln.